# Baiomys musculus
Baiomys musculus es una especie de roedor de la familia Cricetidae.

## Distribución geográfica
Se encuentra en El Salvador, Guatemala, Honduras, México, Nicaragua.